# كاشف جلمان

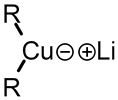
الصيغة العامة لكاشف جلمان

كاشف جلمان هو مركب عضوي فلزي حاو على عنصري النحاس والليثيوم صيغته العامة R2CuLi، حيث تمثل R مجموعة ألكيل أو أريل.
يعد هذا الكاشف مهماً ومفيداً، لأنه على العكس من كاشف غرينيار ومن مركبات الليثيوم العضوية فإنه يتفاعل مع الهاليدات العضوية ليستبدل مجموعة الهاليد بمجموعة عضوية R وفق اصطناع كوري-هاوس Corey–House synthesis، مما يمكن من اصطناع منتجات معقدة انطلاقاً من وحدات بنائية بسيطة.
ينسب هذا الكاشف إلى مكتشفه الكيميائي الأمريكي هنري جيلمان.